# 布里丰
布里丰（法語：Briffons，法語發音：[bʁifɔ̃]）是法国多姆山省的一个市镇，属于克莱蒙费朗区。

## 地理
布里丰（45°41'56"N, 2°39'23"E）面积40.32 平方千米，位于法国奥弗涅-罗讷-阿尔卑斯大区多姆山省，该省份为法国中南部省份，北起阿列省接壤，东临卢瓦尔省，南至上盧瓦爾省和康塔爾省，西接科雷兹省和克勒兹省。
与布里丰接壤的市镇（或旧市镇、城区）包括：索瓦尼亚、拉斯蒂克堡、厄姆莱格利斯、拉克耶、拉斯蒂克、佩尔珀扎、普龙迪讷、埃尔芒附近圣日耳曼、圣于连皮拉韦兹、圣叙尔皮斯、托尔特贝斯。

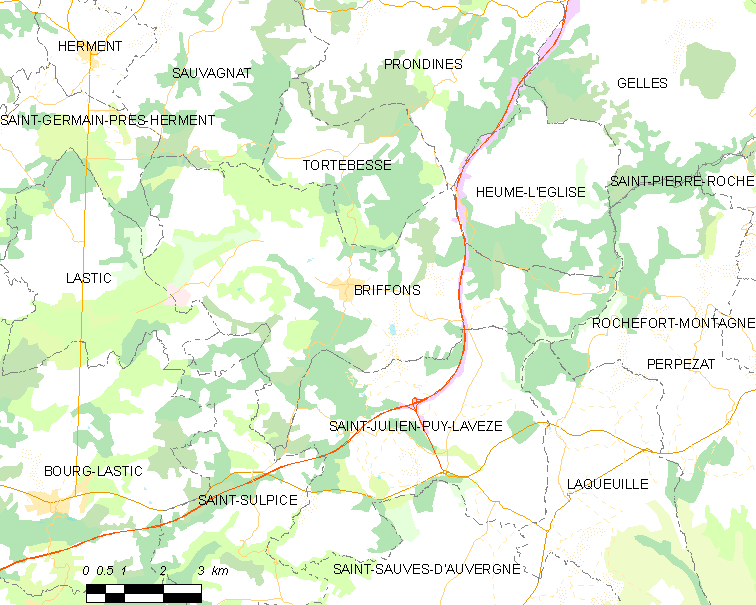
布里丰的OSM定位图

布里丰的时区为UTC+01:00、UTC+02:00（夏令时）。

## 行政
布里丰的邮政编码为63820，INSEE市镇编码为63053。

## 政治
布里丰所属的省级选区为圣乌尔斯县。

## 人口

1962-2008年间布里丰人口变化图示

布里丰于2022年1月1日时的人口数量为265人。